# Pubertät
Die Pubertät (von lat. pubertas „Geschlechtsreife“) ist der Teil der Adoleszenz, in welchem der entwicklungsphysiologische Verlauf der geschlechtlichen Reifung bis zur Geschlechtsreife im Sinne von Fortpflanzungsfähigkeit führt. Im Verlaufe des Wachstums erfolgen auch Veränderungen des Körperbaus. Die Pubertät ist der Zeitabschnitt der Entwicklung vom Kind zum Jugendlichen. Der Begriff ist etwa seit dem 16. Jahrhundert in Gebrauch.
Im Normalfall wird die Pubertät bei Mädchen zwischen dem 10. und 16. Lebensjahr und bei Jungen zwischen dem 12. und 18. Lebensjahr durchlaufen. In diesem Entwicklungsstadium kommt es unter der erhöhten Konzentration von Geschlechtshormonen dann bei beiden Geschlechtern zur Ausprägung der sekundären Geschlechtsmerkmale, wie etwa der geschlechtsspezifischen Körperbehaarung und der weiblichen Brust. Bei Mädchen beginnt in der Pubertät die Menstruation (Menarche) und die Bildung von befruchtungsfähigen Eizellen (Ovulation) in den Eierstöcken, bei den Jungen Vermehrung der Muskelmasse, Wachstum von Hoden und Penis, die Spermienproduktion in den Hoden (Spermarche), der Bartwuchs und das Tieferwerden der Stimme. Der Beginn und der Verlauf der Pubertät werden in erster Linie genetisch gesteuert, wobei den Pubertätsgenen KiSS1 und KiSS1R (ehemals GPR 54) eine besondere Bedeutung zukommt.
Während man früher annahm, dass sich die Sexualität des Menschen erst mit der Pubertät entwickelt, gilt es heute als anerkannt, dass der Mensch schon als Kind sexuelle Regungen hat (siehe auch: kindliche Sexualität).

## Physiologische Grundlagen

Regulation der Geschlechtshormone

Unabhängig vom Geschlecht findet bei Kindern auch schon lange vor der Pubertät eine gleichzeitige, doch im Vergleich zum Lebensabschnitt der Geschlechtsreifung geringfügige Produktion von Östrogenen und Androgenen wie beispielsweise Testosteron statt, allerdings bei Jungen und Mädchen in jeweils verschiedenen Mengenanteilen. Da bei Mädchen deutlich mehr Östrogene und bei Jungen mehr Androgene hergestellt und ausgeschüttet werden, bezeichnet man Östrogene als weibliche und Androgene als männliche Geschlechtshormone.
Die Pubertät beginnt, wenn die Hirnanhangdrüse mithilfe von Releasing-Hormonen und Gonadotropinen Signale an den Körper sendet, in den Eierstöcken und Hoden verstärkt Geschlechtshormone zu bilden und ins Blut auszuschütten. Bei Mädchen sind es in erster Linie Östrogene, bei Jungen Testosteron.

### Mädchen

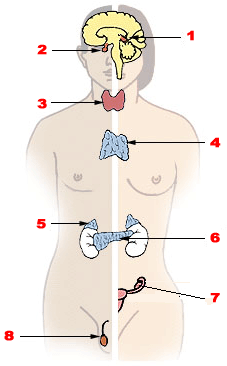
Organe des auch für die Pubertätsentwicklung bedeutenden endokrinen Systems

Hier erfolgt über das Hypothalamische (In der Grafik: Nr. 2) Gonadotropin-releasing-Hormon und den im Hypophysenvorderlappen gebildeten Gonadotropinen FSH und LH die Regulation der in den Eierstöcken (7) produzierten Östrogene. Die auch in den Nebennieren (5, auch auf weiblicher Seite) gebildeten Östrogene sind dieser Regelung nicht unterworfen.
Zu den Östrogenen gehört das biologisch wirksamste Östrogen 17-β-Östradiol (17β-Estradiol), das wesentlich schwächer wirkende und bislang nur als biologisch bedeutungslos erkannte Östron (Estron), sowie noch mindestens 20 andere Östrogene.

### Jungen

Hypothalamisch-, Hypophysisch-, testikulärer Hormonregelkreis beim Mann

Bei männlichen Kindern und Erwachsenen findet die Produktion von Testosteron in den Leydig-Zwischenzellen der Hoden (8) statt, ebenso die Bildung des deutlich vermännlichend wirkenden Androsterons, sowie in sehr geringen Mengen auch die Herstellung und Ausschüttung von Östrogenen.
Dieser Ablauf wird über das im Hypothalamus (direkt über 2) von GnRH-Neuronen ausgeschüttete Gonadotropin-releasing-Hormon (GnRH), das im Hypophysenvorderlappen (2) gebildete Follikelstimulierendes Hormon (FSH) und das ebenfalls dort gebildete Gonadotropin Luteinisierendes Hormon (LH) geregelt.
Das Gesamttestosteron besteht zu 40 bis 50 % aus bioaktivem, d. h. Albumin-gebundenem, Testosteron wie auch SHbG-gebundenem Testosteron (50 bis 60 %) und freiem Testosteron (1 bis 2 %). Von dieser Regelung unabhängig erfolgt in den Nebennieren (5) die Bildung von Nebennierenandrogenen.

## Hormonelle Veränderungen vor der Pubertät
Heutzutage beginnen im gesunden, wohlernährten menschlichen Körper in der Regel ab einem Alter von acht oder neun Jahren die der Pubertät zugrunde liegenden hormonellen Veränderungen. Durch die erhöhte Produktion von Geschlechtshormonen wird die sexuelle Reifung ausgelöst und befördert. Auf Grund einer Wechselwirkung zu den vermehrt gebildeten Geschlechtshormonen werden einerseits unter Regulation des im Hypothalamus produzierten Somatotropin-releasing-Faktors (SRF = GhRH = GRF) und dem Somatostatin auch im Hypophysenvorderlappen verstärkt Wachstumshormone (Somatotropin) und andererseits in der Schilddrüse (3) Thyroxin hergestellt und ausgeschüttet. Diese führt im Verlauf der Geschlechtsreifung neben der Testosteronwirkung ebenfalls zu einer verstärkten Zunahme der Körpergröße (Pubertätswachstumsschub). Mit Einsetzen der Pubertät bildet sich bei beiden Geschlechtern der Thymus (4) zurück (Involution), so dass später bei Erwachsenen nur noch ein Thymusrestkörper bzw. retrosternaler Fettkörper übrig bleibt, der hauptsächlich aus Fettgewebe besteht.

### Mädchen
Bei Mädchen beginnen die Eierstöcke schon vor der Pubertät unter dem Ansteigen der Gonadotropinkonzentration im Blut langsam und kontinuierlich vermehrt Östrogene herzustellen und ebenfalls ins Blut auszuschütten. Dieser Geschlechtshormonanstieg löst dann den Beginn der Brustentwicklung (Thelarche) und die Entwicklung der Gebärmutter und der Scheide aus. Die Ausbildung weiblicher Proportionen und die Regulation der Menstruationszyklen ist auch von den Östrogenen abhängig.
Andererseits werden auch vor Beginn der Pubertät in den Nebennieren der Mädchen in geringen Mengen Androgene gebildet, welche das Längenwachstum und den Beginn der Schamhaarentwicklung (Pubarche) anregen.

### Jungen

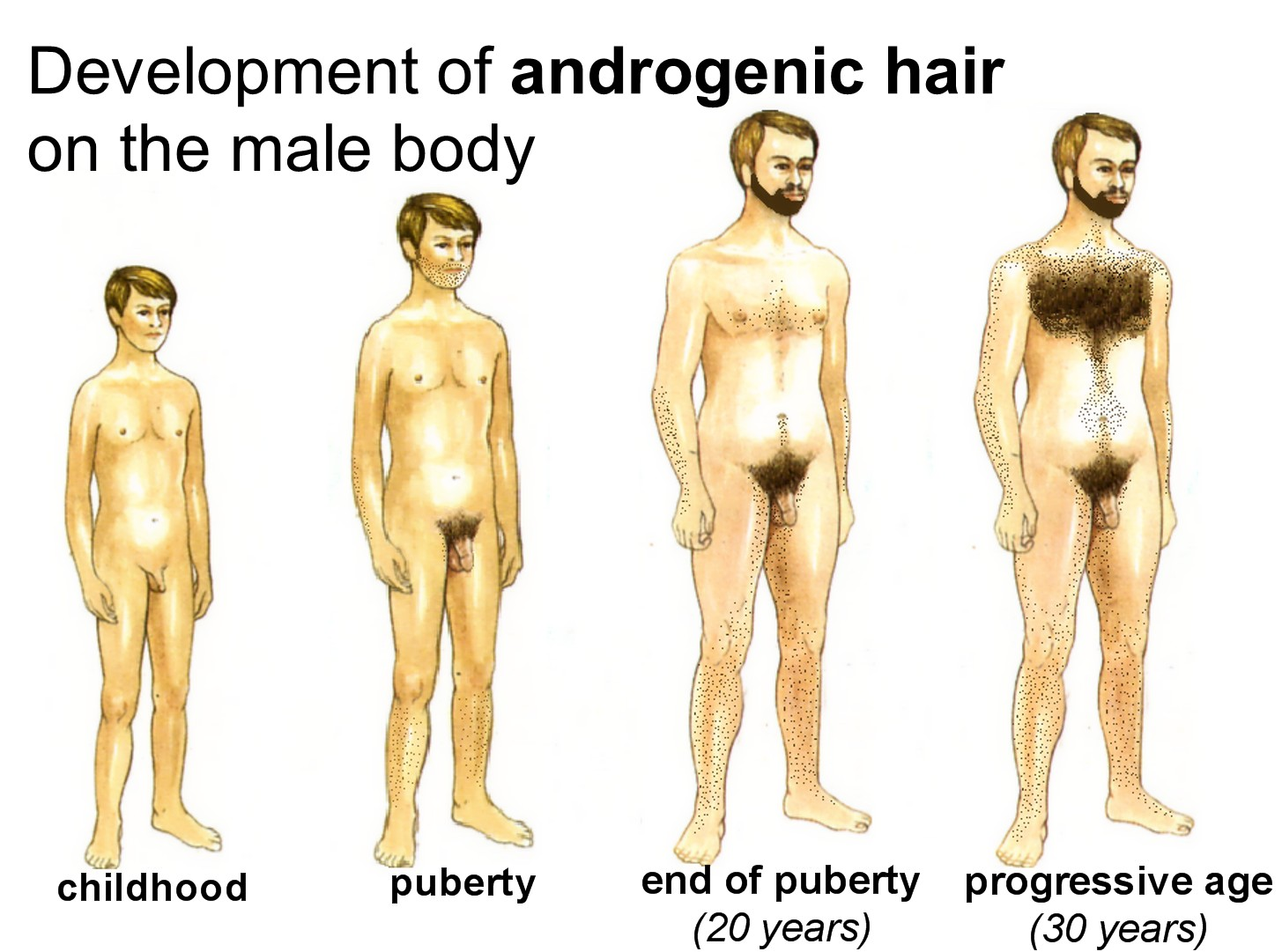
Androgene regen das Wachstum der Körperbehaarung an

Unter dem Ansteigen der Gonadotropinkonzentration im Blut erhöht sich bei Jungen schon deutlich vor der eigentlichen Pubertät die Testosteronproduktion in den Leydig-Zellen der Hoden. Dieses männliche Geschlechtshormon prägt ganz allgemein die sekundären Geschlechtsmerkmale, führt zu Muskel- und Körperwachstum und ist auch verantwortlich für die zunehmende Körperbehaarung. Das Gonadotropin steuert zunächst den Beginn der Scham- und Achselbehaarung (Pubarche) und im Verlauf der Pubertät auch die Ausprägung von Barthaar, Brustbehaarung und übriger Körperbehaarung.
Als Folge der Testosteronspiegelerhöhung um das Zwei- bis Dreifache kurz vor der Pubertät, wird im Einzelnen das Wachstum von Penis, Hodensack, Hoden, Nebenhoden, Samenleiter, Samenblase, Prostata, Präputial- und Bulbourethraldrüsen stimuliert. Deshalb ist es bei Jungen möglich, dass auch schon kurz vor Eintritt der Pubertät erstmals bei einem Orgasmus eine – wenn auch sehr geringe – Ausscheidung von überwiegend Prostatasekret stattfinden kann (Ejakularche), welche sehr oft auch als Ejakulation im Sinne von „samenloser Erguss“ bezeichnet wird.
Voraussetzung dafür sind ganz allgemein eine besonders starke Ausprägung beziehungsweise Entwicklung der primären Geschlechtsorgane, eine leichte sexuelle Erregbarkeit, ein sexuelles Interesse und eine häufigere, als unbelastend, lustvoll und befriedigend empfundene sexuelle Aktivität (meist Masturbation). Jungen masturbieren gemäß mehreren Studien im Durchschnitt mit ungefähr zwölf Jahren zum ersten Mal. In der Pubertät ist der Anteil regelmäßig masturbierender Jungen und Männer sehr hoch und liegt bei 15-jährigen Männern bei nahe 100 %. Die meisten Jugendlichen masturbieren im Durchschnitt mehrmals die Woche bis mehrmals täglich; der Durchschnitt liegt bei etwa acht bis neun Mal die Woche.

## Reifung in der Pubertät
Das Eintrittsalter in diese Veränderungen ist variabel, die Reihenfolge der Veränderungen ist jedoch in aller Regel konstant. Die Tanner-Stadien klassifizieren diese Veränderungen und gliedern die pubertäre körperliche Entwicklung in fünf Kategorien vom Kind bis zum Erwachsenen.

### Mädchen

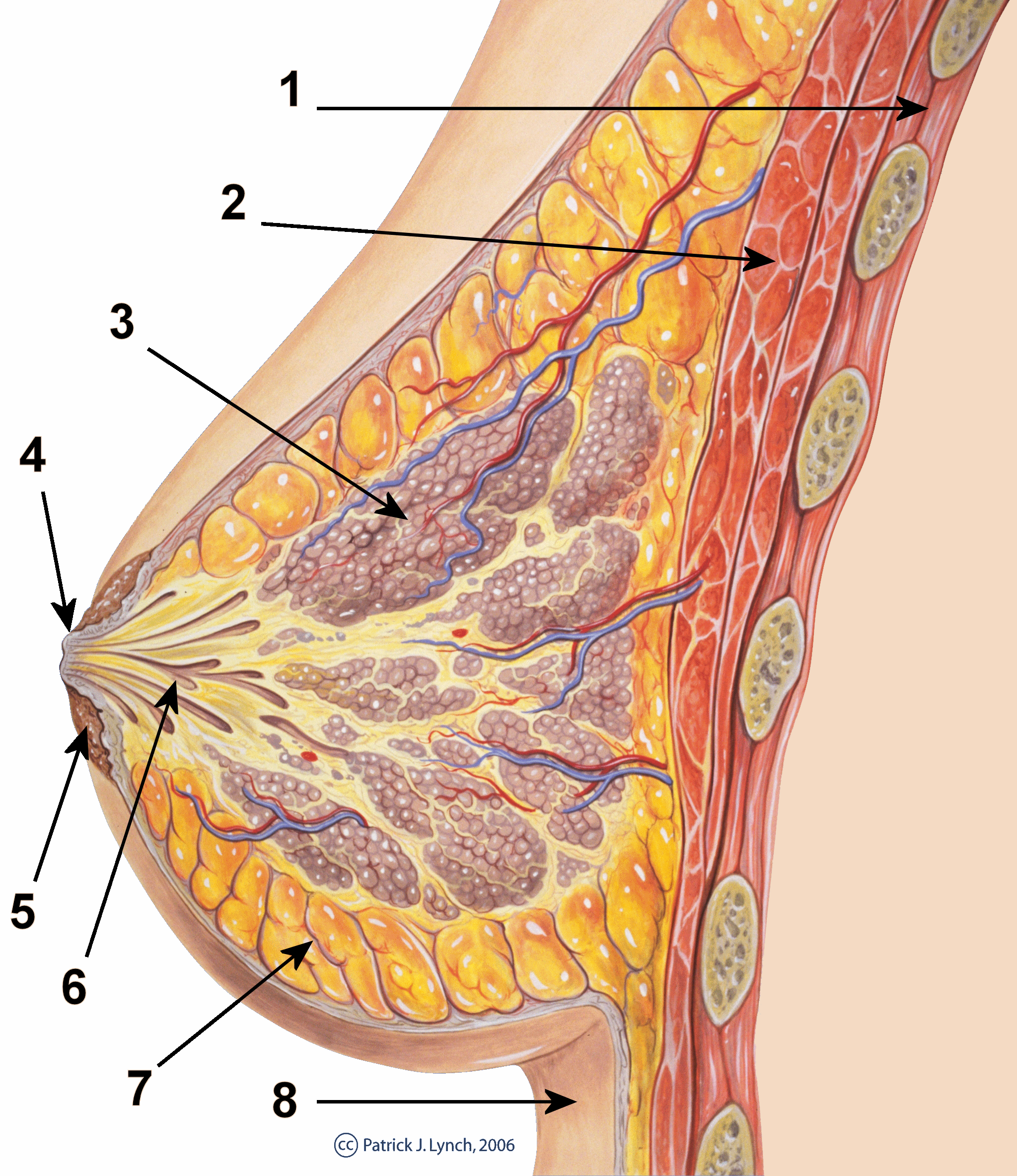
Anatomie der weiblichen Brust

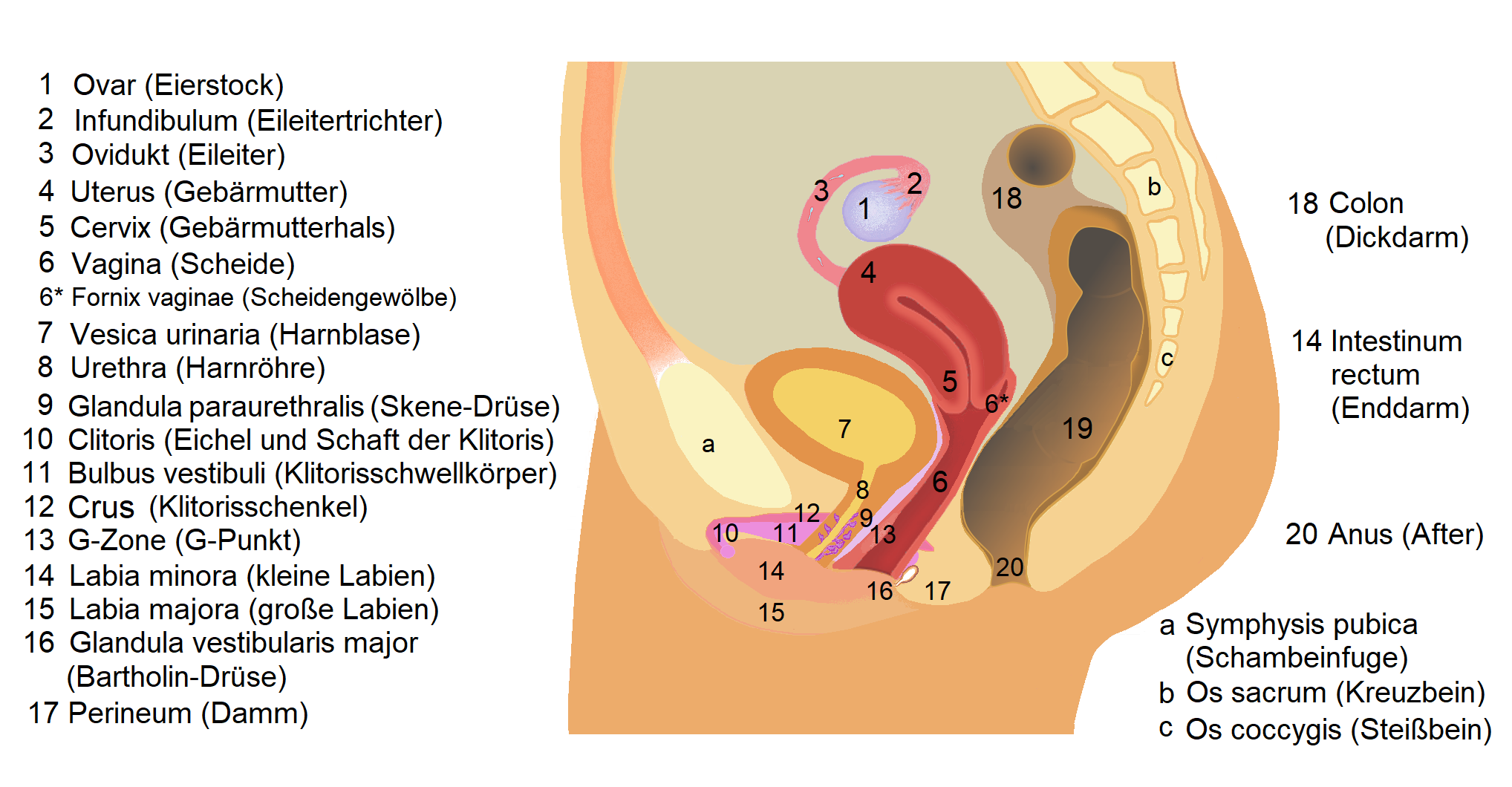
Darstellung der weiblichen Geschlechtsorgane

Die Einteilung nach der Tanner-Klassifikation

Über eine Mehrproduktion der hypothalamischen Gonadotropin releasing Hormone und der Gonadotropine FSH und LH setzt sich auch während der Pubertät bei Mädchen die gesteigerte Produktion und Ausschüttung von Östrogenen in den Eierstöcken fort. Die Wirkung dieser Östrogene bestimmen zum wesentlichen Teil die folgende Pubertätsentwicklung.
Sie sind zu Beginn für die Fortführung der Brustentwicklung verantwortlich und fördern das allgemeine Wachstum der Milchdrüsen (Mamma, -ae; lat. Glandula mammaria, 3) – und damit auch die Brustvergrößerung – zugleich auch eine allmähliche, differenzierende Weiterentwicklung dieser Drüsen. Außerdem vermitteln die Östrogene das Wachstum der Brustwarzen (Mamillen, lat. Papilla mammaria, 4) und des Brustwarzenhofes (lat. Areola, 5), ferner die Pigmentation der Brustwarzen und ihre Erigierbarkeit. Außerdem verstärkt sich die Entwicklung der insgesamt typisch weiblichen Körperform mit zugehöriger Fettverteilung (hier an der Brust: 7).
Allerdings schließen diese gesteigerten Östrogenkonzentrationen dann im Verlauf der Pubertät bei Mädchen auch die Epiphysenfugen und beenden damit das Längenwachstum. Außerdem wird von den Östrogenen auch die relativ glatte Begrenzung der Schambehaarung verursacht.
Auch die Vulva verändert sich im Laufe der Pubertät deutlich, da das äußere Genitale ebenfalls auf Geschlechtshormone reagiert. Die Hautfarbe wandelt sich, und die Strukturen der Vulva werden größer und ausgeprägter. Diese Entwicklung betrifft die Klitoris (5) und die inneren (Labia minora pudendi) und äußeren Schamlippen (Labia majora pudendi), ganz besonders jedoch die hormonsensible Haut der Vagina und deren Vorhof.
Die Menarche (erste Menstruation) tritt erst auf dem Höhepunkt des Körperwachstums auf, wenn der Körper des Mädchens groß genug ist, ein Kind auszutragen. Dabei hat allerdings meistens zuvor noch keine Ovulation stattgefunden, weshalb eine solche Blutung auch als „Abbruchblutung“, und ein derartiger Zyklus als „anovulatorischer Zyklus“ bezeichnet wird. Erst nach einigen weiteren, unregelmäßigen Blutungen dieser Art, kommt es zur ersten Ovulation (Ovularche) und anschließend auch zu einer ersten echten Menstruation.
Die im Vergleich zu der Östrogenproduktion wesentlich geringere Herstellung und Ausschüttung von Androgenen in den Nebennieren der Mädchen setzt sich in der Pubertät fort, regt das Längenwachstum und das Ausbilden der Schamhaare an und ist später auch für das Auftreten der Achselbehaarung und gegebenenfalls weiterer Körperbehaarung verantwortlich. Die Entwicklung der Brüste, der Scham- und Achselhaare ist meist am Ende der Pubertät abgeschlossen.
Folgende Tabelle gibt an, wann die einzelnen Veränderungen stattfinden:
| Veränderung                                 | Zeitraum                   |
| ------------------------------------------- | -------------------------- |
| Erste Schambehaarung                        | 8.–13. Lebensjahr          |
| Erster pubertärer Wachstumsschub            | 8.–15. Lebensjahr          |
| Wachstumsbeginn von Scheide und Gebärmutter | 9.–13. Lebensjahr          |
| Beginn der Brustentwicklung                 | 9.–16. Lebensjahr          |
| Erste Monatsblutung (Menarche)              | 10.–16. Lebensjahr         |
| Volle Brustentwicklung                      | 12.–17. Lebensjahr         |
| Akne (nicht zwingend)                       | etwa ab 14.–15. Lebensjahr |

### Jungen

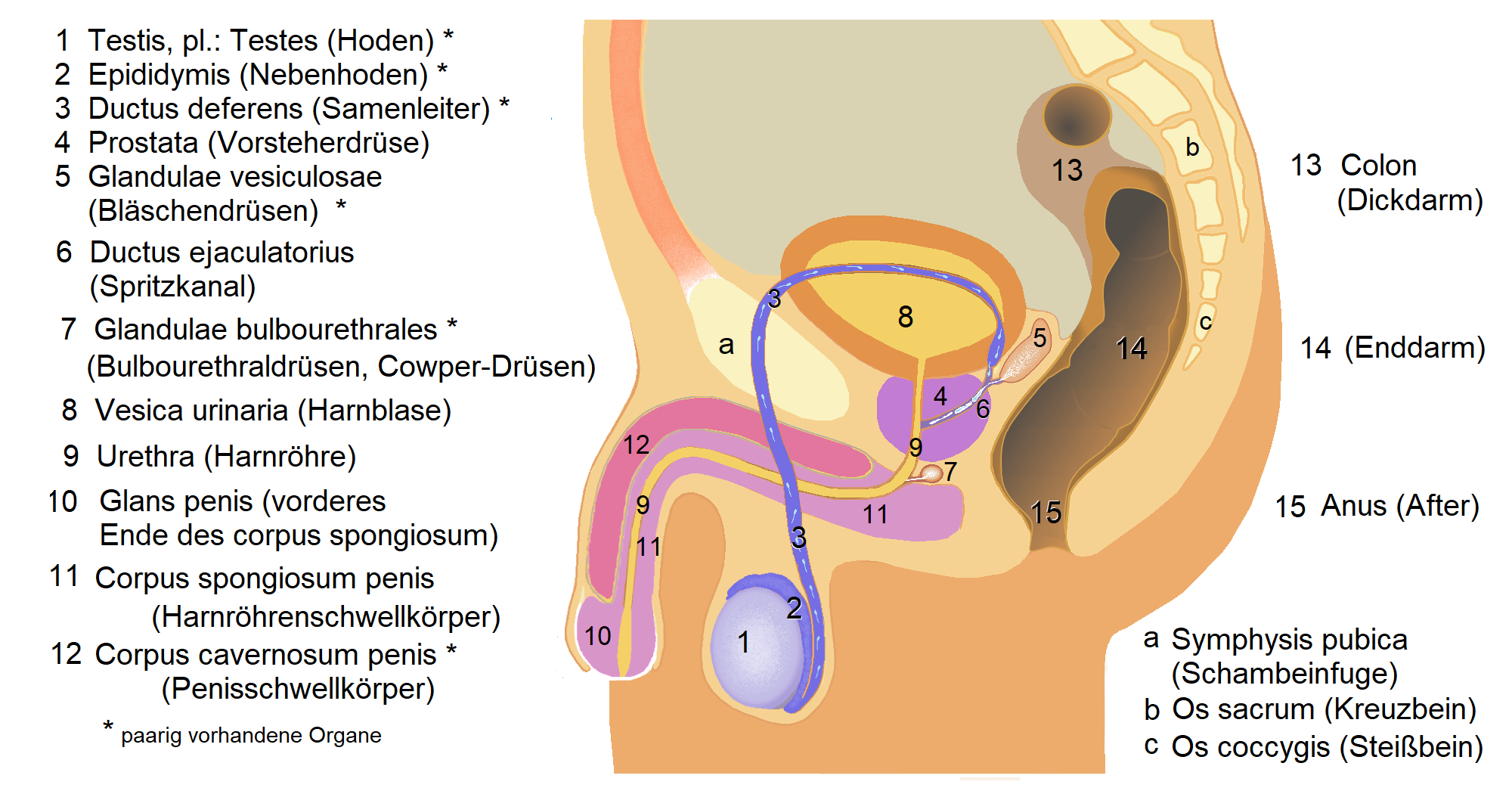
Darstellung der männlichen Geschlechtsorgane

Unter dem Einfluss des durch die erhöhte Gonadotropinkonzentration ausgelösten Testosteronspiegelanstiegs setzen sich im Verlaufe der Pubertät die Vergrößerung der Hoden fort und beginnt eine Veränderung der Oberflächenbeschaffenheit und Färbung des Hodensacks. Außerdem wird durch diese Hormonstimulation das Wachstum des Penis, der Nebenhoden, und der akzessorischen Geschlechtsdrüsen weitergeführt und spätestens zu Beginn der eigentlichen Pubertät erscheinen auch die ersten Schamhaare. Erst danach nimmt das Körperwachstum der Jungen zu. Noch vor dem Höhepunkt dieses Wachstums beginnen die Hoden meist in der Mitte der Pubertät erste Spermien zu produzieren. Die Spermarche trat innerhalb der Jahre 1980 bis 2001 um 1,7 Jahre früher auf. Am Ende dieser Zeitspanne lag sie im Mittel zwischen 11,9 und 12,4 Jahren.
Obwohl nach Hochrechnungen und Schätzungen seit 1860 bei Mädchen die erste Menstruation ebenfalls um mehrere Jahre eher auftritt, verglichen mit Beginn der Erhebungen gegen Ende des 19. Jahrhunderts, zeigt sich bei Jungen eine stärkere Verfrühung der Geschlechtsreife als bei Mädchen. Die Angaben sind Annäherungswerte. In zeitlicher Nähe dazu – etwa 14 Tage – kommt es anschließend zu einer ersten Ejakulation im Sinne von „Samenerguss“ (Ejakularche), entweder bei einem durch sexuelle Aktivität bewusst ausgelösten Orgasmus oder bei einer ersten Pollution (Polluarche). Damit hat die Geschlechtsreifung ihren Zielpunkt, die „Geschlechtsreife“ erreicht. Mit der Funktionslust ist wegen der synchronen zentralen Steuerung durch die Hypophyse auch der psychische Bestandteil der Fähigkeit zur Wahl und Akzeptanz von Partnern geregelt und ebenso wie die Fertilität vorhanden.

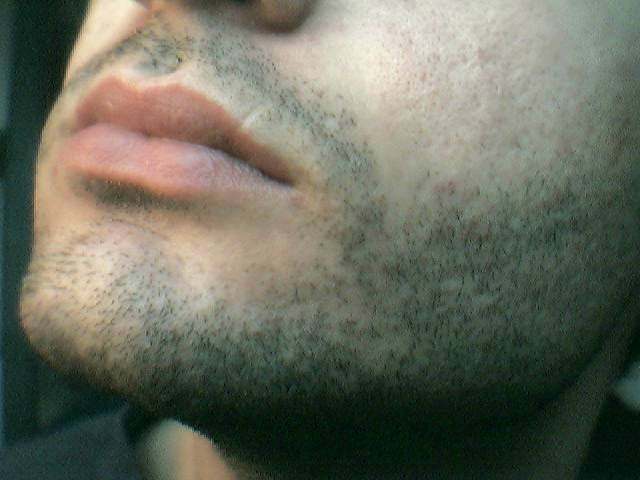
Testosteron führt zu Gesichtsbehaarung

Anfänglich enthält das Ejakulat nur wenige Spermien mit zumeist geringer Qualität, so dass die Fruchtbarkeit zunächst deutlich vermindert, aber nicht völlig ausgeschlossen ist. Wenn im Durchschnitt mit etwa 13 Jahren das Körperwachstum auf dem Höhepunkt angelangt ist, sind die Vergrößerung von Hoden und Penis fast vollständig abgeschlossen. Die ersten Schamhaare zeichnen sich als Haargrenzen nach der Spermarche ab (Tannerstadium 2). Die Grenzen des Scham- und Haupthaares bleiben bei Jungen (wie auch bei Mädchen) zwei Jahre lang unverändert erhalten (die These einiger Forscher ist, dass Jungen zwar geschlechtsreif sind, aber nicht wie Männer aussehen), bis nach Schließung dieses Zeitfensters innerhalb von 14 Tagen die Ganzkörperbehaarung zu sprießen beginnt.
Die Stärke der Ganzkörperbehaarung verläuft sowohl individuell wie auch in verschiedenen Populationen sehr unterschiedlich. Nach Ende der Pubertät steigert sich außerdem der erhöhte Testosteronspiegel bei männlichen Heranwachsenden mit seiner anabolisierenden Wirkung zusammen mit Somatropin, den Schilddrüsenhormonen und Insulin das Knochenwachstum bis zu der genetisch festgelegten Extremwert, in dem dann die Epiphysenfugen geschlossen werden und damit auch das Längenwachstum beendet wird.
In der Pubertät steigern die Hoden andererseits auch die Östrogenproduktion und -ausschüttung, die allerdings im Vergleich zur Testosteronproduktion wie auch schon vor der Pubertät deutlich geringer ausfällt. Bei etwa 50 % der Jungen kann im Verlauf der Pubertät ein in aller Regel vorübergehendes und meist schmerzloses Anschwellen der Brust auftreten. Lange Zeit glaubte man, dass diese Pubertätsgynäkomastie durch die erhöhte Östrogenbildung und eine dadurch bedingte Verschiebung des Östrogen/Testosteron-Verhältnisses in Richtung Östrogen verursacht ist. Durch eine Studie in Dänemark konnte diese Annahme nicht bestätigt werden. Vielmehr sprechen neue Befunde dafür, dass der signifikant erhöhte insulinähnliche Wachstumsfaktor Insulin-like growth factor 1 (IGF-1) zusammen mit den erhöhten Östrogenen dieses pubertäre Brustwachstum bewirkt, bei ebenfalls erhöhtem Testosteronspiegel und damit einem unveränderten Verhältnis von Östrogenen zu Testosteron.
Folgende Tabelle gibt an, wann die einzelnen Veränderungen stattfinden:
| Veränderung                               | Zeitraum                          |
| ----------------------------------------- | --------------------------------- |
| Hodenwachstum                             | 9.–14. Lebensjahr                 |
| Erster Erguss ohne Samen (nicht zwingend) | 10.–12,5. Lebensjahr              |
| Peniswachstum                             | 10.–14. Lebensjahr                |
| Erste Schambehaarung                      | 9,5.–12,9. Lebensjahr             |
| Erster pubertärer Längenwachstumsschub    | 11.–14. Lebensjahr                |
| Erste Achselbehaarung                     | etwa 12.–14. Lebensjahr           |
| Oberlippenflaum                           | 12.–15. Lebensjahr                |
| Stimme schwankt                           | 11.–16. Lebensjahr                |
| Stimme tief                               | 13.-17,5. Lebensjahr              |
| Erste Samenzellen (Spermarche)            | 9.–13. Lebensjahr                 |
| Erster Samenerguss                        | nach dem Zeitpunkt der Spermarche |
| Akne (nicht zwingend)                     | 14.–21. Lebensjahr                |
| Ende des Längenwachstums                  | 15.–21. Lebensjahr                |

## Geschlechtsspezifische Reifung im Knochenbau
Das frühadoleszente Wachstum umfasst die Statur und die meisten Dimensionen des Beckens, die eine ähnliche Wachstumsgeschwindigkeit aufweisen wie das übrige Skelett. Das spätadoleszente Wachstum umfasst bei weiblichen Jugendlichen zehn, bei männlichen Jugendlichen vier Bereiche. Sie beinhaltet die Verknöcherung der Beckenkämme und Sitzbeinhöcker.
Diese Beckenregionen zeigen ein verlängertes spätes Wachstum nach dem Hauptwachstumsschub und größere Wachstumsschritte bei weiblichen Jugendlichen. Das präadoleszente Wachstum aber insbesondere das spätadoleszente Wachstumsmuster führt zu einem Geschlechtsdimorphismus im Beckenbereich. In einer Längsschnittstudie anhand von Röntgenaufnahmen von 180 Probanden beiderlei Geschlechts zeigten vorpubertäre Probanden nur geringe Unterschiede in der Anatomie des Beckens. Im Alter von achtzehn Jahren sind die Geschlechtsunterschiede in der Beckengröße signifikant. Im Verhältnis zur individuellen Körpergröße haben weibliche 18-Jährige ein größeres Becken und männliche 18-Jährige ein größeres Acetabulum.

## Auslöser für Pubertätsunterschiede
Seit dem 19. Jahrhundert ist das Eintrittsalter in die Pubertät bei beiden Geschlechtern langsam gesunken und setzt in den meisten europäischen Ländern, abgesehen von einer klinischen Pubertas praecox, immer früher ein.
Verschiedene Faktoren nehmen unterschiedlich starken Einfluss auf Beginn, Verlauf und Ausprägung der Pubertät von gesunden Individuen oder Gruppen.

### Vererbung
Die Pubertät wird zu einem großen Teil genetisch gesteuert. Dabei kommen innerhalb eines sogenannten „hypothalamischen Gennetzwerkes“ mit über- und untergeordneten Genen, welches insgesamt auf allen Ebenen in Wechselwirkung mit anderen Genen und Gennetzwerken des Körpers steht, neben vielen anderen den Pubertätsgenen KiSS1 und KiSS1R (GPR 54) eine besondere Bedeutung zu. Das gesamte Gennetzwerk beeinflusst in verstärkenden (Exzitation) und hemmenden (Inhibition) Regelkreisen die GnRH-Neuronen und beeinflusst damit die Abgabemenge der von diesen gebildeten Gonadotropin-releasing-Hormonen. So wird von dem KiSS1-Gen das Kisspeptin kodiert, welches innerhalb eines verstärkenden Regelkreises an dem von dem KiSS1R-Gen kodierten KiSS1-Rezeptor auf der Oberfläche der GnRH-Neuronen andockt und sie zu einer gesteigerten Abgabe von Gonadotropin-releasing-Hormonen anregt.
Eineiige Zwillinge entwickeln sich nahezu synchron. So liegt der Beginn der Menstruation bei weiblichen eineiigen Zwillingen ein bis zwei Monate auseinander, während es bei zweieiigen Zwillingen bis zu zwölf Monate sind.

### Ernährung/Sport
Fettzellen stimulieren bei Mädchen die Produktion von Geschlechtshormonen, so dass durch eine plötzliche Gewichtszunahme und eine Steigerung des Körperfettanteils die sexuelle Reife ausgelöst werden kann. Früh ansetzende Essstörungen können die Pubertät verzögern. Sportlich sehr aktive Mädchen bzw. Mädchen mit sehr niedrigem Fettanteil erreichen dementsprechend die sexuelle Reife oftmals erst spät.

### Körperliche Gesundheit
Die nicht selten auftretende hormonell bedingte Akne (Pubertätspickel) ist meist ein vorübergehendes Problem. Sie kann aber auch einen medizinisch behandlungsbedürftigen Schweregrad annehmen und fällt dann in den Zuständigkeitsbereich der Dermatologen.
Diverse Genmutationen mit dadurch ausgelösten Schädigungen verschiedener Regelkreise und Nervenzentren oder Störungen der Schilddrüse im Kindesalter können die Pubertät entweder vorzeitig einsetzen lassen oder verzögern, wie auch das Erreichen der Geschlechtsreife ganz verhindern. Die erste Menstruation ist in Gebieten häufig verzögert, in denen Armut und dementsprechend häufiger Infektionskrankheiten und Unterernährung auftreten.

### Emotionale Gesundheit
Eine schwache emotionale Gesundheit kann die Pubertät früher beginnen lassen. In Familien mit vielen Problemen ist das frühe Gründen einer eigenen Familie anscheinend eine Anpassung.

## Abweichungen vom normalen Verlauf der Pubertät
Neben den als normal angesehenen Schwankungen im Beginn und Verlauf der Pubertät, kann diese auch außerhalb der normalen Schwankungen verfrüht oder verspätet auftreten. Mögliche Ursachen können erblich bedingt sein oder durch bestimmte Krankheiten ausgelöst werden.

### Verfrühte Pubertät
Bestimmte Erkrankungen oder genetische Gründe können zu einem verfrühten, etwa vor dem neunten Lebensjahr erfolgenden, Auftreten von Pubertätsmerkmalen führen. Dies wird als Pubertas praecox bezeichnet. Zu den Ursachen zählen unter anderem Gendefekte und hormonaktive Tumoren der Hypophyse und die Hypothyreose. Mädchen sind von der Pubertas praecox deutlich häufiger betroffen als Jungen.

### Verspätete, angehaltene oder ausgebliebene Pubertät
Eine verspätet einsetzende Pubertät (Pubertas tarda) tritt beispielsweise bei Mutationen der Gene KiSS1 und KiSS1R (GPR 54) und bei chronischen Erkrankungen wie angeborenen Herzfehlern, Diabetes mellitus sowie seltener bei endokrinen Störungen wie dem Fröhlich-Syndrom auf. Der häufigste Grund stellt aber die konstitutionelle Entwicklungsverzögerung dar, die familiär genetisch bedingt ist und nachfolgend zu einer normalen Pubertätsabfolge führt (sogenannte Spätzünder). Daneben kann es auch zu einem Anhalten oder kompletten Ausbleiben der Pubertät kommen und wird ebenfalls als Pubertas tarda klassifiziert.

## Psychische Pubertätsmerkmale
Die Pubertät hat nicht nur körperliche Veränderungen zur Folge, sondern sie beeinflusst auch den emotionalen Zustand und das Sozialverhalten der Jugendlichen.

### Stimmungsschwankungen, Launenhaftigkeit
Wurden Stimmungsschwankungen während der Pubertät früher häufig auf ein erhöhtes Hormonniveau zurückgeführt, so ist inzwischen geklärt, dass diese Beziehung zwar besteht, jedoch nicht so stark ist wie angenommen. Vielmehr ist eine Kombination von hormonellen und situativen Faktoren für die Stimmungsschwankungen und Launenhaftigkeiten verantwortlich. Die Heranwachsenden kommen während der Pubertät vermehrt in problembelastete Situationen, vor allem wenn diese Situationen von Erwachsenen strukturiert werden (Unterricht, Arbeit, Familienaktivitäten). Durch die vermehrte Hormonausschüttung wird auf diese Situationen mit stärkeren Gefühlen reagiert.

### Beziehung zu den Eltern
Während der Pubertät berichten sowohl Eltern als auch Jugendliche, dass sie sich einander nicht mehr so nahe fühlen. Ein Grund für die auftretenden Probleme zwischen Kind und Eltern kann die verbesserte Urteilsfähigkeit des Kindes sein, wodurch das Handeln der Eltern eher in Frage gestellt und kritisiert wird. Zusätzlich verändern sich mit der körperlichen Reife auch die Rollen der Jugendlichen in ihrem Leben und sie wollen dementsprechend als Erwachsene behandelt werden. Die Heranwachsenden wollen auch für ihren Freizeitbereich mehr Verantwortung übernehmen. Die Eltern wollen ihre Kinder jedoch vor Schaden bewahren und nehmen so eine Gegenposition ein. Die meisten dieser Streitereien sind nur von oberflächlicher Natur und gefährden nicht die schützenden Familienbande. Die Jugendlichen streiten sich auch öfter mit ihren Geschwistern. Häufig wird die Pubertät wegen der Streitereien auch „zweite Trotzphase“ genannt.

## Sexuelle Aktivität und Verhütungsmittel
Wie früh und wie häufig Heranwachsende sich auf sexuelle Aktivitäten einlassen, ist mit verschiedenen Faktoren verbunden. Heranwachsende haben durchschnittlich bei folgenden Faktoren früher Sex, vor allem wenn diese gekoppelt vorliegen:
- früh einsetzende Pubertät
- Scheidung der Eltern/alleinerziehende Elternteile
- große Familien
- wenig oder kein religiöses Engagement
- sexuell aktive Geschwister und Freunde
- schlechte Schulleistungen
- niedrige Bildungsziele
- Tendenz zu normwidrigem Verhalten

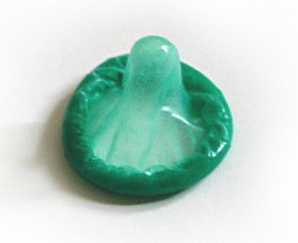
15 % der Jungen und 12 % der Mädchen benutzen beim ersten Sex keine Verhütungsmittel wie bspw. Kondome

Obgleich auch für sehr junge Teenager Verhütungsmittel zur Verfügung stehen, ergab eine Studie, dass 15 % der Jungen und 12 % der Mädchen in Deutschland bei ihrem ersten Geschlechtsakt kein Verhütungsmittel benutzt haben (Schwerpunktbericht der Gesundheitsberichterstattung des Bundes 2004).
Nach der Studie Jugendsexualität 2006 der Bundeszentrale für gesundheitliche Aufklärung haben zwölf Prozent der 14-jährigen Mädchen bereits Sex gehabt, was genau dem Wert des Jahres 2001 entspricht.
Nach einigen unregelmäßigen „unechten“ Monatsblutungen setzt die Ovulation ein und mit der dadurch erlangten Geschlechtsreife tritt auch die tatsächliche Empfängnisbereitschaft ein. Der Zeitraum zwischen erster „unechter“ Monatsblutung (Menarche) und erster Ovulation ist bei jedem Mädchen unterschiedlich lang und allein durch äußere Beobachtung ohne jede Hilfsmittel nicht eindeutig bestimmbar. Die Pubertät kann bei jedem Mädchen etwas anders ablaufen und so können erste „unechte“ Menstruationen so unauffällig verlaufen, dass sie übersehen oder mit Weißfluss verwechselt werden. Mädchen können bereits wenige Tage vor der ersten Ovulation also auch vor der ersten „echten“ Menstruation empfänglich sein, da die Spermien in den Eileitern einige Tage überlebensfähig sind.
Im Jahr 2001 wurden in Deutschland 7447 Kinder von Teenager-Müttern geboren, 2004 waren es 6969. Dabei ist die Häufigkeit der Schwangerschaften unter Mädchen aus sozial schwächeren Schichten im Vergleich zu den stärker etablierten Schichten fünf Mal so hoch.

## Aufklärung
Vor allem verantwortungsbewusste, praktisch tätige Mediziner, Sexualtherapeuten, forschende und lehrende Sexualwissenschaftler und auch Pädagogen, die sich auch oder besonders mit dem Bereich Körper und Sexualität befassen, geben Eltern oder anderen Erziehungsberechtigten immer wieder den nachdrücklichen Rat, rechtzeitig vor Beginn der durch die Geschlechtsreifung ausgelösten körperlichen Veränderungen die betreffenden Kinder oder Jugendlichen altersgemäß mit sachlicher Genauigkeit, aber möglichst einfachen Worten über diese Vorgänge persönlich aufzuklären. Ein möglichst unverklemmtes, freundliches und auch unter Respektierung der Intimsphäre des Heranwachsenden dennoch vertrauliches Gespräch ist beispielsweise durch eine bloße Überlassung von Aufklärungsliteratur letztlich nicht zu ersetzen. Ohne jede sachgerecht persönliche Aufklärung besteht die Gefahr, dass entweder große oder völlige Unwissenheit von anderen zum Nachteil der Pubertierenden ausgenutzt wird oder falsche Informationen allgemeine Unsicherheit, vielleicht sogar Ängste auslösen und verfestigen können. Andererseits besteht die Gefahr einer unangebrachten Sorglosigkeit, so dass ein unbemerkt geschlechtsreif gewordenes Mädchen gegebenenfalls ungewollt schwanger und der mitbeteiligte, vielleicht ebenfalls unbemerkt geschlechtsreif gewordene Junge für eine solche Schwangerschaft mitverantwortlich wird.